# Cișmigiu (stație de metrou)
Cișmigiu  va fi o stație de metrou de pe magistrala M5, pe tronsonul Eroilor-Universitate-Piața Iancului.